# Selway–Bitterroot Wilderness
Pour les articles homonymes, voir Bitterroot (homonymie).
La Selway–Bitterroot Wilderness est une zone sauvage protégée créée en 1964 et située dans les États de l'Idaho et du Montana, au nord-ouest des États-Unis. 
Avec 5 300 km2, il s'agit de l'une des plus grandes zones de nature sauvage désignée des États-Unis (14e au total, mais troisième en dehors de l'Alaska). Il s'étend sur la chaîne de montagnes Bitterroot (en), à la frontière entre l'Idaho et le Montana. Il couvre des parties de la forêt nationale de Bitterroot, de la forêt nationale de Clearwater, de la forêt nationale de Lolo et de la forêt nationale de Nez Perce. La Frank Church-River of No Return Wilderness Area est immédiatement au sud, séparée uniquement par un chemin de terre (le corridor Magruder). Avec les terres publiques adjacentes, les deux zones de nature sauvage forment un immense ensemble de 20 000 km2 de zones sauvages. 

## Description
C'est ici que les rivières Lochsa et Selway se forment et s'écoulent vers l'ouest jusqu'à leur confluence à Lowell pour former la fourche moyenne de la rivière Clearwater. Le terrain varie en altitude de 518 m sur la rivière Lochsa à 3 096 m au pic Trapper dans les montagnes Bitterroot. 
L'un des plus grands troupeaux de wapitis des États-Unis a élu domicile dans le wilderness et abrite également une population saine de mouflons d'Amérique. Cette nature sauvage est l'une des zones utilisées pour réintroduire des meutes sauvages de loup gris. 
Les zones de haute altitude autour des pics de Bitterroot sont un parc alpin accidenté. Les zones inférieures sont couvertes de forêts de conifères denses.

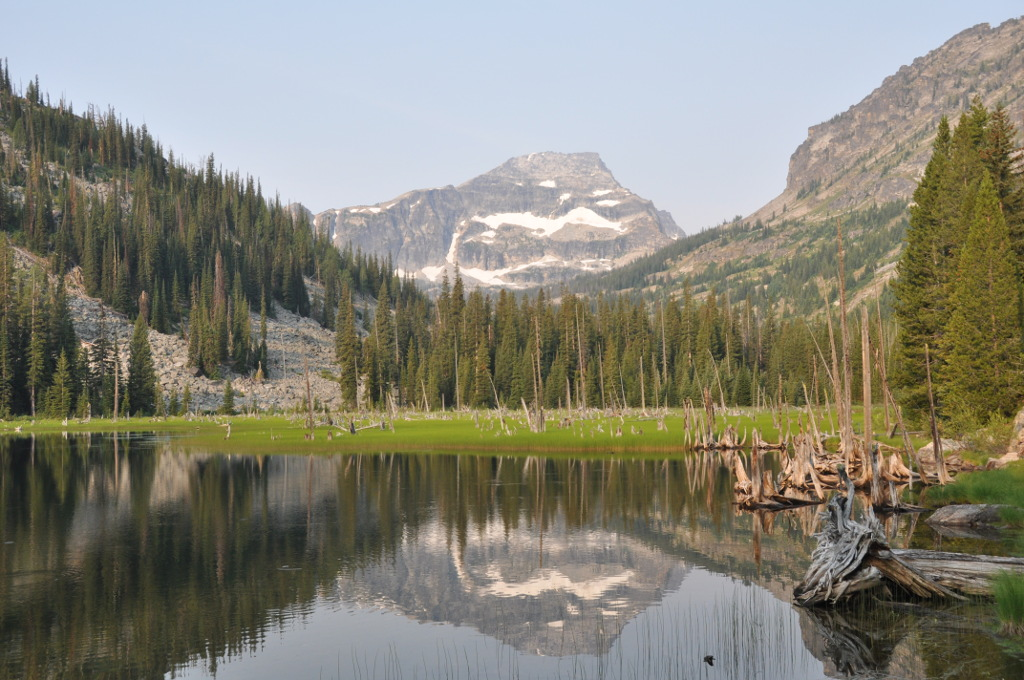
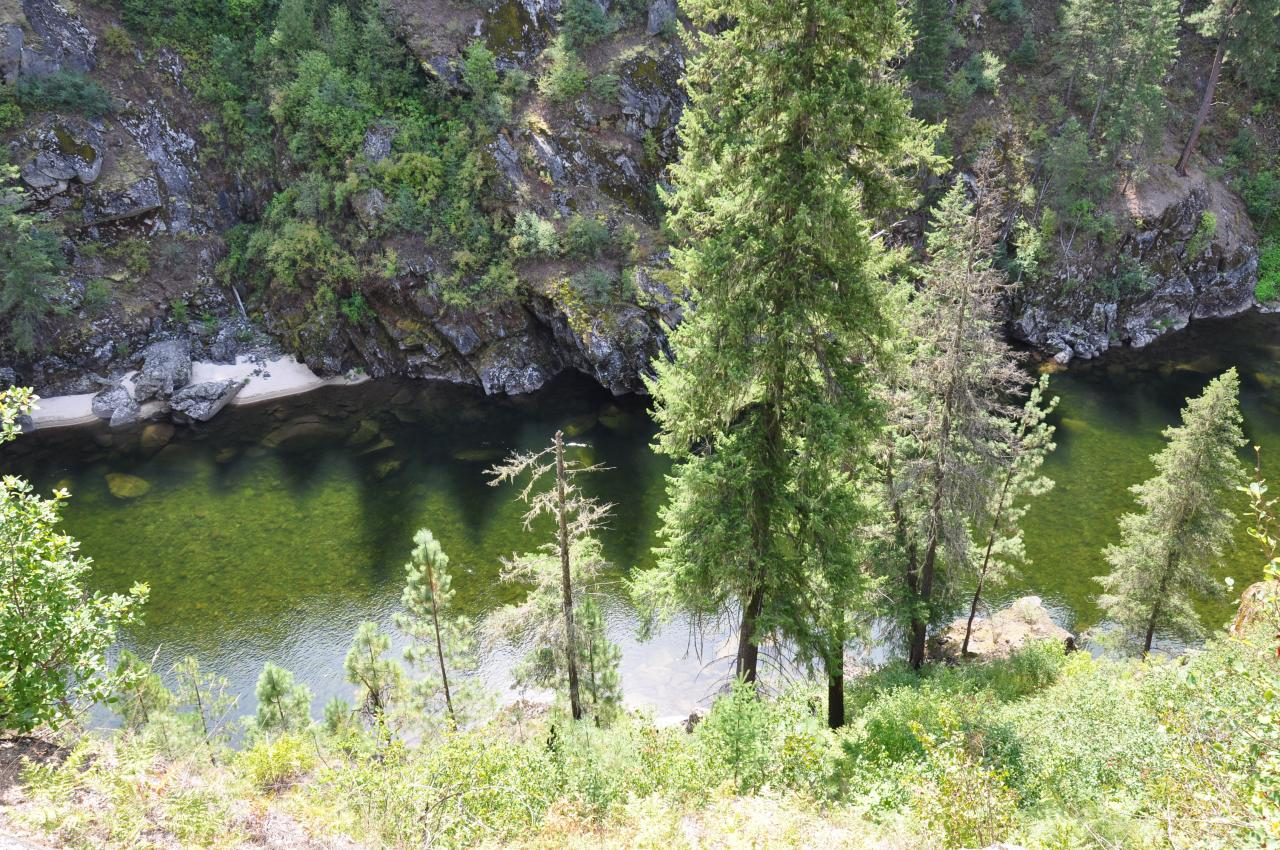
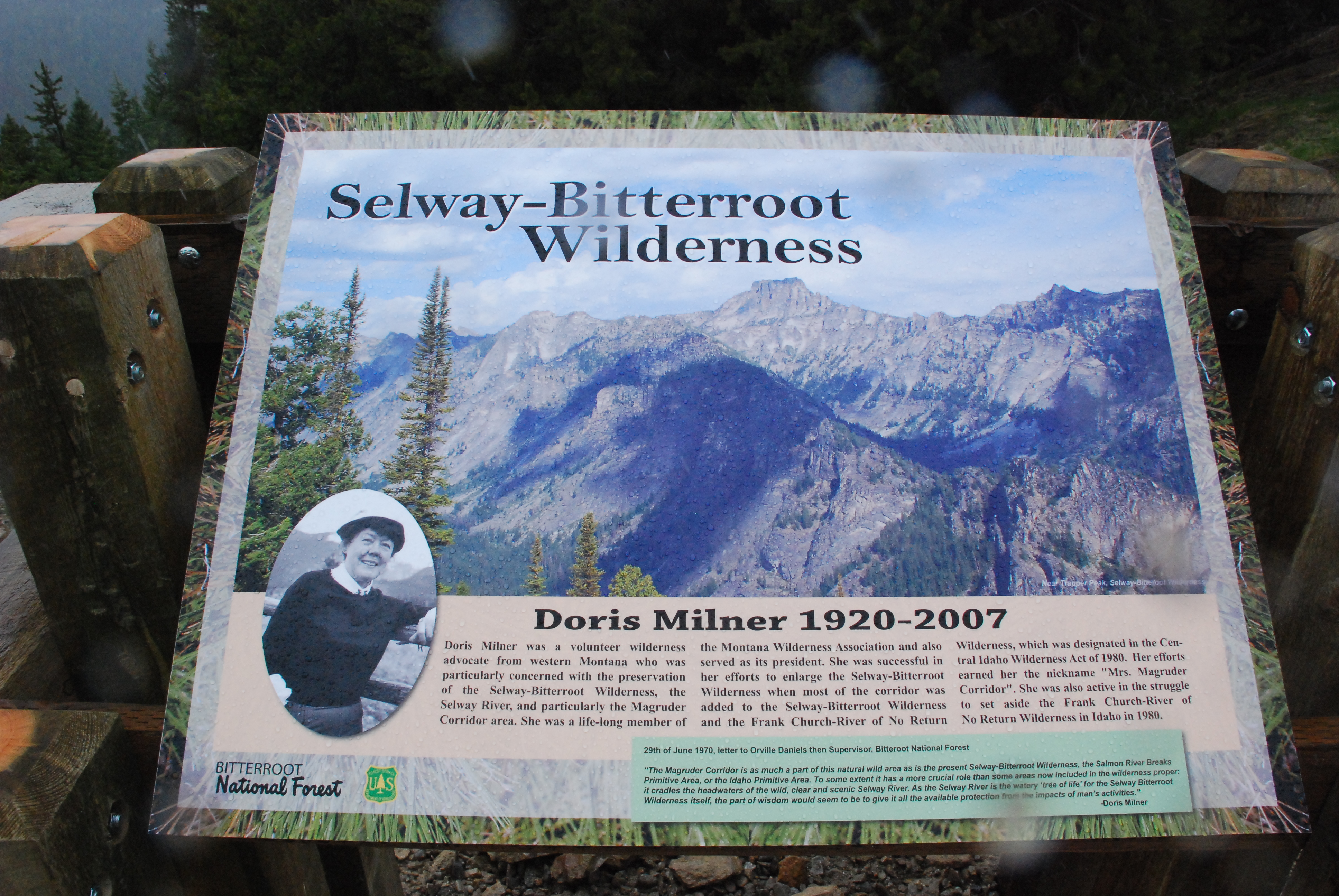
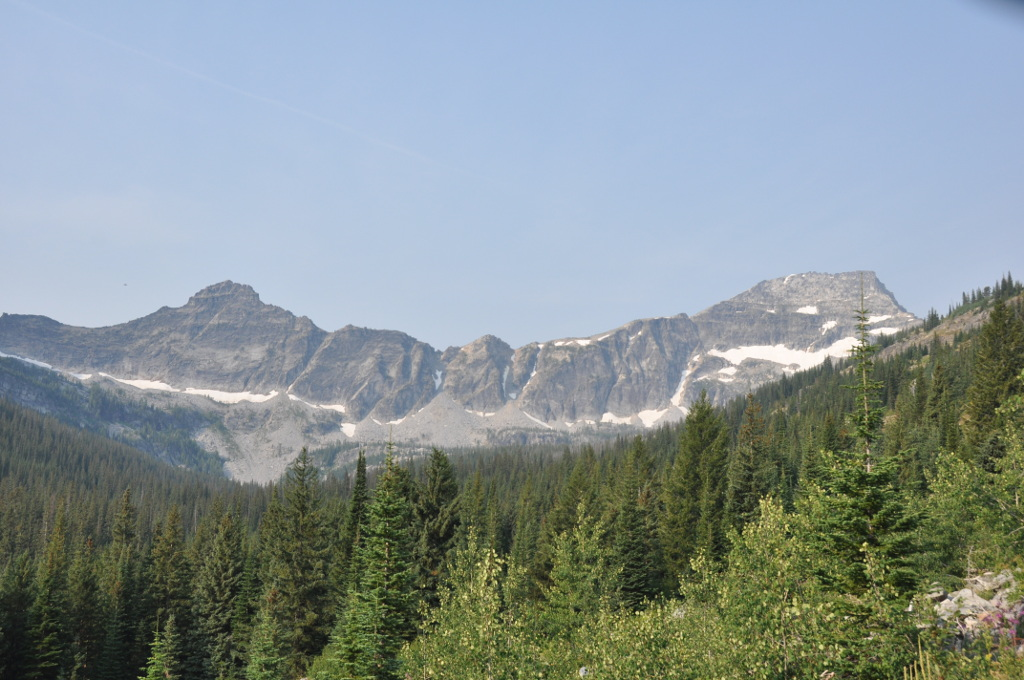